# فيكتور إس. جونسون سينيور
فيكتور إس. جونسون سينيور (بالإنجليزية: Victor S. Johnson, Sr.)‏ هو شخصية أعمال أمريكي، ولد في 6 فبراير 1882 في ميندن في الولايات المتحدة، وتوفي في 29 أغسطس 1943 في واشنطن العاصمة في الولايات المتحدة.